# Francisco Camacho de Mendoza

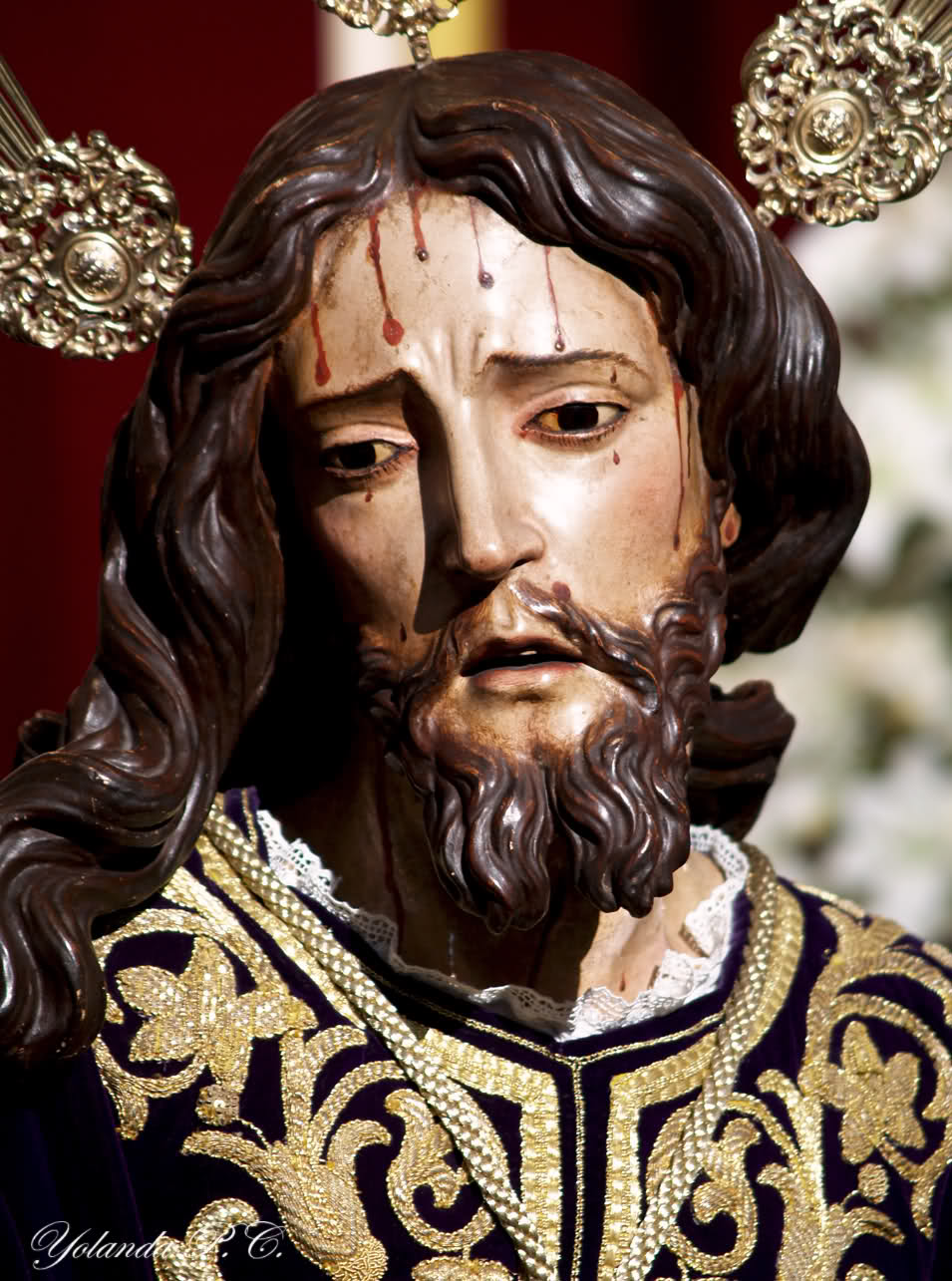
Jesús del Prendimiento. Parroquia de Santiago. Jerez de la Frontera.

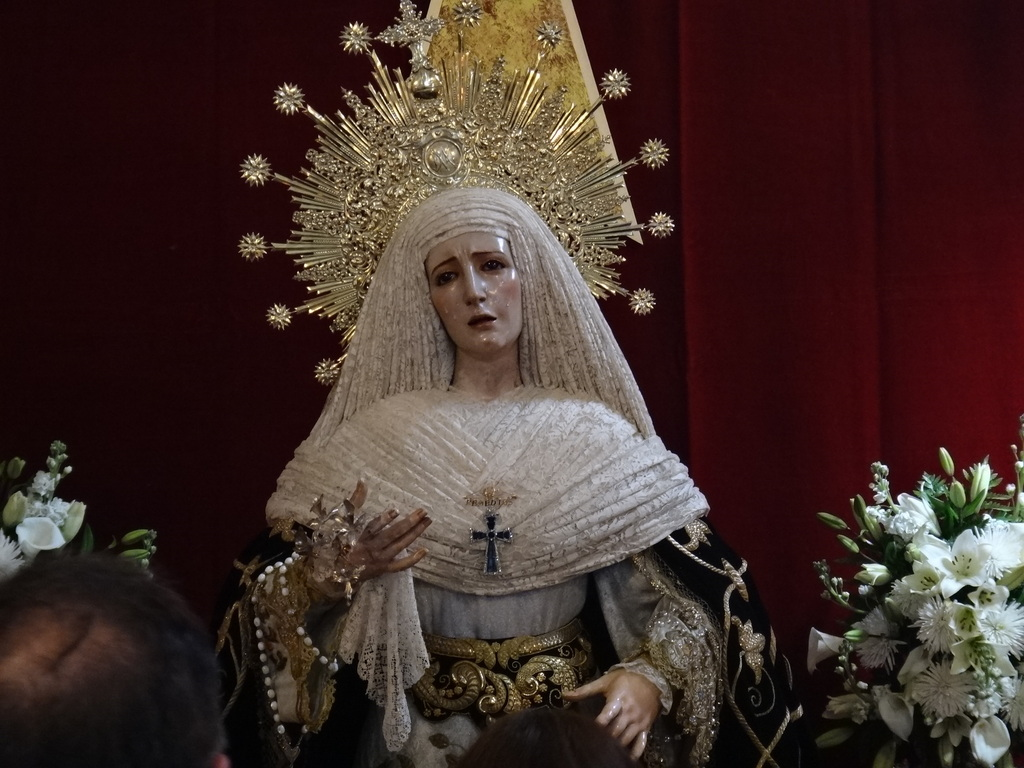
Virgen de los Remedios. Capilla del Cristo del Amor. Jerez de la Frontera.

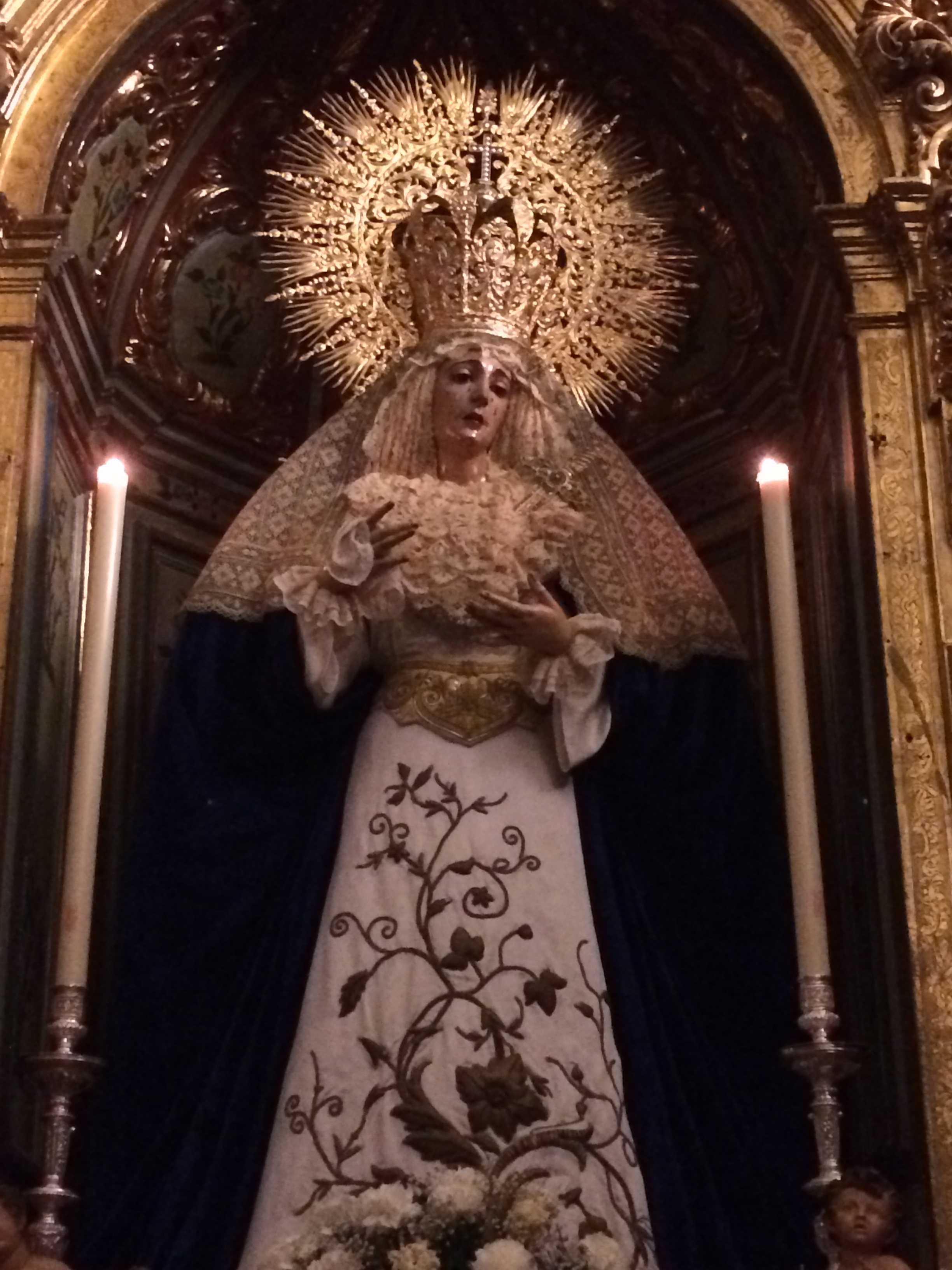
Virgen de la Amargura. Parroquia de los Descalzos. Jerez de la Frontera.

Francisco Camacho de Mendoza (Jerez de la Frontera, 1680-1757) fue un escultor y retablista español. 

## Biografía
Nació en Jerez de la Frontera el 9 de noviembre de 1680, siendo bautizado el 1 de diciembre del mismo año en la Parroquia de Santiago. Su padre, Diego Camacho Guerrero, era de familia con hondas raíces jerezanas mientras que su madre, Juana de Mendoza Grajales, era de ascendencia pontevedresa. 
El escultor contrajo matrimonio con Francisca Ramos Rendón. Del matrimonio nacerían, al menos, tres hijos: Diego, Bartolomé y José. 
En 1695 entra de aprendiz con Francisco Antonio de Soto, ensamblador sevillano afincado en Jerez, si bien no completó su formación con él, saliendo sólo un año después de su taller. Como imaginero parece influirle la obra de Ignacio López, otro maestro sevillano avecindado en El Puerto de Santa María por esos años. También se aprecia la influencia del holandés Peter Relingh, afincado en Cádiz. Fue padre del también escultor José Camacho de Mendoza y del dorador Bartolomé Camacho de Mendoza. En su taller tuvo como oficial al retablista del rococó jerezano, Andrés Benítez y Perea. 

## Obras
- Andas para el misterio de la Coronación de Espinas. Hermandad de la Coronación. Capilla de los Desamparados. Jerez de la Frontera. 1706. (desaparecido).
- Andas para la imagen de San Francisco. Convento de San Francisco. Jerez de la Frontera. 1713. (desaparecido).
- Intervención en el retablo del Socorro. Parroquia de San Miguel. Jerez de la Frontera. 1714. (desaparecido).
- Restauración de tres imágenes del retablo mayor. Parroquia de San Miguel. Jerez de la Frontera. 1715.
- Sagrario y camarín. Convento de San Cristóbal. Jerez de la Frontera. 1723. (desaparecido).
- Jesús del Prendimiento (atribuido). Hermandad del Prendimiento. Parroquia de Santiago. Jerez de la Frontera. Anterior a 1925.
- Retablo de las Ánimas. Iglesia de San Lucas. Jerez de la Frontera. 1725.
- Imágenes de San Miguel, San Leandro y San Isidoro para el trascoro. Basílica de Santa María. Arcos de la Frontera. 1731.
- Jesús de la Columna y Virgen de las Lágrimas (atribuidos). Hermandad de la Columna. Alcalá de los Gazules. 1735.
- San José. Parroquia de Nuestra Señora de la O. Rota. 1735.
- San Joaquín (atribuido). Convento de Santo Domingo. Cádiz. 1736.
- Imaginería del retablo de las Ánimas (atribuida). Parroquia de San Miguel. Jerez de la Frontera. 1740.
- Dos atriles con la relieves de la Huida a Egipto y Jesús con la samaritana. Cartuja de Nuestra Señora de la Defensión. Jerez de la Frontera. 1745. (desaparecidos).
- Tenebrario. Parroquia de Santiago. Jerez de la Frontera. 1749.
- Retablo mayor. Parroquia de Santiago. Jerez de la Frontera. 1750-1754. (desaparecido).[1]
- Imaginería del retablo mayor. Capilla de las Angustias. Jerez de la Frontera. 1753. (desaparecido).
- San Francisco de Paula y Virgen de la Consolación (atribuidos). Convento de la Victoria. Alcalá de los Gazules.
- Remodelación de la Virgen del Carmen (atribuida). Archicofradía del Carmen. Parroquia del Carmen. Cádiz.
- San José (atribuido). Convento de las Concepcionistas. El Puerto de Santa María.
- Virgen de los Remedios y San Juan (atribuidos). Hermandad del Amor. Capilla del Cristo del Amor. Jerez de la Frontera.
- Virgen de la Amargura (atribuida). Hermandad de la Amargura. Parroquia de los Descalzos. Jerez de la Frontera.
- San Vicente Ferrer penitente (atribuido). Hermandad de la Confortación. Convento de Santo Domingo. Jerez de la Frontera.
- San Francisco de Asís (atribuido). Convento de los Padres Capuchinos. Jerez de la Frontera.
- Imaginería del retablo de las Ánimas (atribuida). Santa Iglesia Catedral. Jerez de la Frontera.
- Santo Domingo de Guzmán (atribuido). Parroquia de Santo Domingo). Sanlúcar de Barrameda.